# Суми (аеропорт)
Обласне комунальне підприємство «Аеропорт Суми» (ОКП «Аеропорт Суми») (IATA: UMY, ICAO: UKHS)  — державний аеропорт, що знаходиться в Сумах, на відстані 6 км на південний захід від центру міста. Він здатний приймати міжнародні рейси з 8 грудня 2006 року.

## Історія
У 1939 році був заснований аеродром, а зі складу 213-го Харківського авіазагону було виділено ланка у складі 3-х літаків По-2 з постійним місцем базування на аеродромі Суми. У 1969 році Сумська об'єднана з аеродромом авіаескадрилья була перетворена в Сумський об'єднаний авіазагін.
Аеропорт було засновано в 1978 році, та після розпаду в 1991 Радянського Союзу, кількість пасажирів значно зменшилась, що призвело до цілковитої збитковості аеропорту. Річний пасажиропотік сумського аеропорту різко впав: в 1980 році він становив 200 тис., в 1990 році — 104 тис. а в 1995 році — 2 тис. чоловік.
У 2000 році було прийнято рішення про реорганізацію Сумського авіапідприємства шляхом виділення з його складу аеропорту Суми і було організовано Державне підприємство «Аеропорт Суми». У лютому 2002 року він був переданий з державної власності (Міністерства транспорту України) у власність територіальних громад Сумської області (Розпорядження Кабінету Міністрів України від 8 січня 2002 року № 3-р) та створено Обласне комунальне підприємство «Аеропорт Суми».
З 2006 року, аеропорт Суми відновив свою роботу і приймає літаки типу Ту-134 (з обмеженнями), Ан-24, Як-42 та літаки класом нижче. Пропускна спроможність терміналу — 100 осіб за годину.
У грудні 2006 року Розпорядженням Кабінету Міністрів України № 598-р від 08.12.2006 р. в аеропорту відкритий міжнародний пункт пропуску, що дало можливість розширити географію польотів.

## Авіакомпанії
Відсутні